# ثيودورا ريتشاردز
ثيودورا ريتشاردز (بالإنجليزية: Theodora Richards)‏ هي عارضة أمريكية، ولدت في 18 مارس 1985 في نيويورك في الولايات المتحدة.

## وصلات خارجية
- ثيودورا ريتشاردز على موقع دليل عارضات الأزياء (الإنجليزية)